# Medono (Boja)
Medono is een bestuurslaag in het regentschap Kendal van de provincie Midden-Java, Indonesië. Medono telt 905 inwoners (volkstelling 2010).